# Sint-Jozefskerk (Wijnendale)

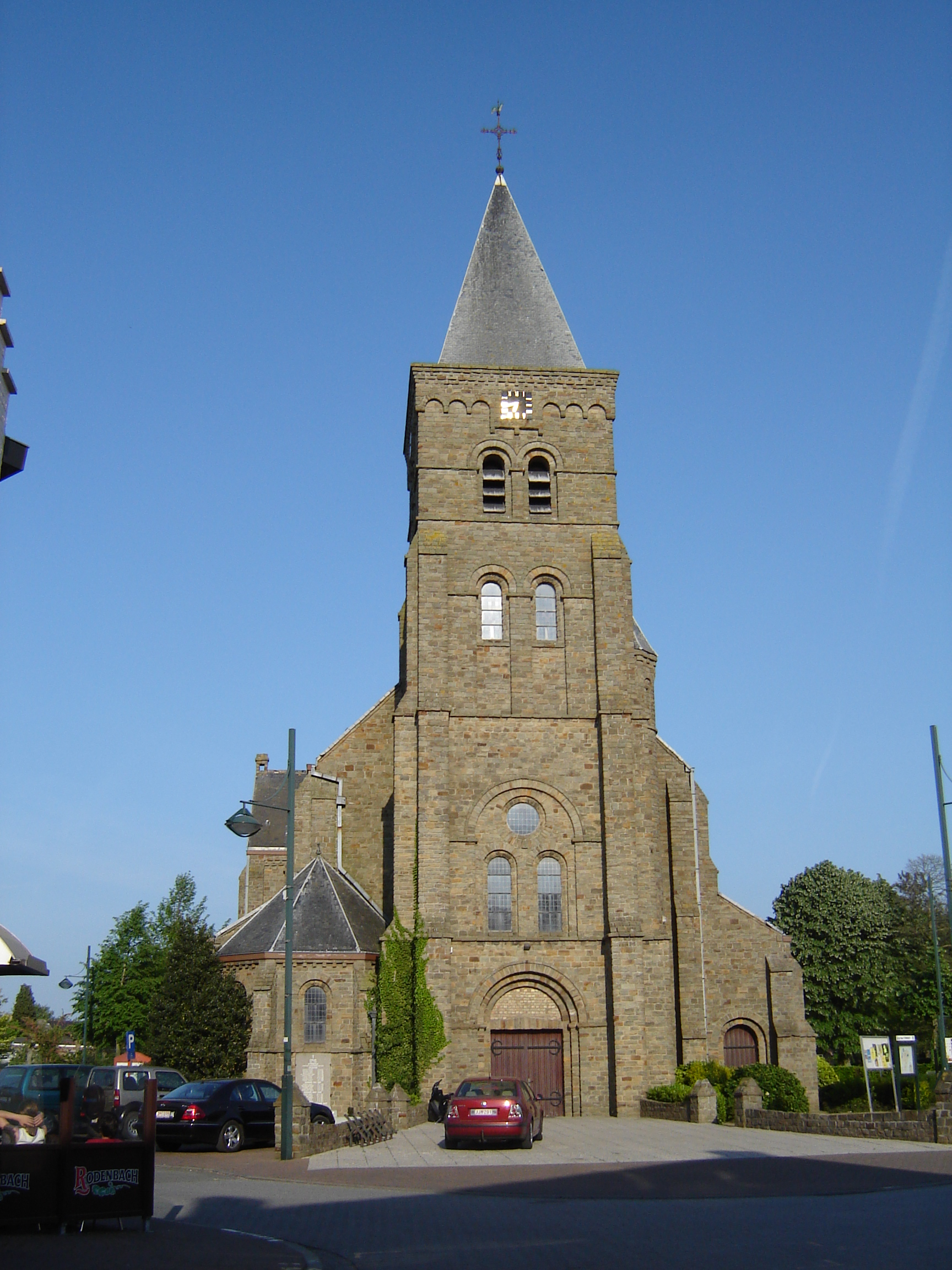
Sint-Jozefskerk

De Sint-Jozefskerk (ook: Parochiekerk van Sint-Jozef en de gelukzalige Karel de Goede) is de parochiekerk van de tot de West-Vlaamse gemeente Torhout behorende plaats Wijnendale, gelegen aan de Kloosterstraat 1.

## Geschiedenis
In 1912 werd Wijnendale een zelfstandige parochie, gevormd uit delen van de parochies Sint-Michiel Ichtegem, Sint-Pieters Torhout en Sint-Andries Aartrijke. In 1913 werd te Wijnendale een zustersklooster gebouwd, waaraan ook een school en een kapel waren verbonden. De kapel diende aanvankelijk als noodkerk, totdat in 1935-1936 de huidige kerk werd gebouwd naar ontwerp van Remi Lemahieu.

## Gebouw
Het is een bakstenen basilicale kruiskerk in neoromaanse stijl met voorgebouwde westtoren en links van deze toren een doopkapel. De toren heeft vier geledingen en is, evenals het kerkschip, voorzien van steunberen. Tegen de westgevel van de doopkapel zijn de monumenten voor de slachtoffers van de Eerste en Tweede Wereldoorlog aangebracht.